# Буриказганово
Буриказганово (баш. Бүреҡаҙған) — село в Стерлитамакском районе Стерлитамакском районе Республики Башкортостан Российской Федерации. Административный центр Буриказгановского сельсовета.

## География
Располагалась, по данным «Списка населенных мест по сведениям 1870 года», при речке Бирюказгане (ныне Буриказган), по правую сторону Оренбургского почтового тракта из Стерлитамака в Уфу, в 16 верстах от уездного города Стерлитамака и в 27 верстах от становой квартиры в деревне Толбазы (Адиль-Муратова).

### Географическое положение
Расстояние до:
- районного центра (Стерлитамак): 18 км,
- ближайшей ж/д станции (Стерлитамак): 18 км.

## Топоним
В XIX веке — деревня Бирюказганова, по гидрониму Бирюказган.

## История
В «Списке населенных мест по сведениям 1870 года», изданном в 1877 году, населённый пункт упомянут как деревня Бирюказганова 1-го стана Стерлитамакского уезда Уфимской губернии. В деревне в 147 дворах жили 887 человек (441 мужчина и 446 женщин, мещеряки тептяри), были мечеть, училище, водяная мельница. Жители занимались земледелием, скотоводством, лесным промыслом.

## Население
| 2002 | 2009 | 2010 |
| ---- | ---- | ---- |
| 840  | ↗845 | ↘799 |

Национальный состав
Согласно переписи 2002 года, преобладающая национальность — татары (83 %).

## Инфраструктура
Личное подсобное хозяйство с зоной сельскохозяйственного использования, индивидуальная застройка усадебного типа.
Основа экономики — сельское хозяйство.

## Транспорт
Остановка общественного транспорта «Буриказганово»

## Религия
В селе есть мечеть.

## Известные уроженцы
- Богданов, Натфулла Хуснуллович (28 декабря 1913 — 18 декабря 1989) — советский нефтяник, изобретатель и учёный, занимался проблемами бурения скважин малого и уменьшенного диаметра, Заслуженный нефтяник БАССР (1965)[6].
- Гайфуллин, Миниахмет Зиннатович (28 августа 1914 — 19 апреля 2002) — участник освоения Введеновского, Грачёвского, Ишимбайского, Кинзебулатовского, Тереклинского нефтяных месторождений, Герой Социалистического Труда (1959)[7][8].
- Мунасыпов, Минигаффан Хайруллович (1 декабря 1929 — 21 октября 1997) — советский нефтяник-буровик, Заслуженный нефтяник БАССР (1979), Почётный нефтяник БАССР (1980)[9].